# Isaac Peral (C-1)
El Isaac Peral (C-1) fue un submarino de la Clase C de la Armada Española construido por la SECN en el astillero de Cartagena, que participó en la Guerra civil en el bando republicano. Fue el segundo submarino de la Armada en portar el nombre Isaac Peral.

## Historial
En 1928 realizó una prueba de inmersión. Su cota máxima había sido calculada para 80 metros, pero en la citada prueba los superó.
El 8 de agosto de 1928 y en aguas de Santander, el C-1 fue visitado por los Reyes de España Alfonso XIII y Victoria Eugenia, que salieron a navegar a bordo del mismo, posándose en el fondo de la bahía, a 29 m de profundidad. 
Por Real Orden de 26 de agosto de 1930 recibió el nombre de Isaac Peral, al pasar a reserva el Holland adquirido en Estados Unidos en 1915. Fue el único submarino de la clase C que tuvo nombre aparte de su identificación. 
En el verano de 1935 y en compañía de los otros cinco clase C, efectuó un viaje por diferentes puertos españoles, franceses, británicos e italianos, en los continentes europeo y africano. 

### Guerra Civil
Al iniciarse la Guerra Civil, era el buque insignia de la División de Instrucción de Cartagena. En él iba embarcado su jefe, el Capitán de Fragata Guimerá Bosch, y su jefe de órdenes el Teniente de Navío Ramírez Togores. 
Su comandante era el Capitán de Corbeta Lara Dorda, del que dependían el 2º comandante, el Teniente de Navío Lasheras y el Alférez de Navío Sánchez Gómez. 
En la madrugada del 18 de julio de 1936, la Flotilla de Submarinos recibió órdenes del Ministro de Marina para que se dispusiera a salir a la mar urgentemente con el cargo de guerra de armas y pertrechos, con la misión concreta de patrullar la zona comprendida entre el cabo de Gata y el estrecho de Gibraltar, con objeto de impedir la llegada a la península de transportes de tropas procedentes del norte de África. 
En cumplimiento de esta orden, el 18 de julio, el Isaac Peral zarpó con los submarinos C-3, C-4 y C-6, a los que se unió en la mar el B-6.
El primer mensaje concreto sobre el comienzo de la contienda llegó el día 19. Se refiere al vapor Monte Toro, propiedad de la compañía Trasmediterránea, sobre el que se sospechaba que estaba adicto a los sublevados y que podría llevar un contingente de tropas y pertrechos. Las órdenes eran: detenerlo y si oponía resistencia, debería ser hundido. Localizado el buque, tras ser registrado se comprobó que no llevaba el cargamento esperado, siendo confiscado y enviado a Málaga, donde haría de buque-prisión. 
El 21 de julio fueron arrestados los comandantes y segundos comandantes de toda la flotilla, además de numerosos oficiales. Asumió el mando de la flotilla el Teniente de Navío Ramírez, que mandó transbordar en la mar al segundo comandante Teniente de Navío Lasheras, para que tomase el mando del C-4, y al Alférez de Navío Sánchez Gómez para que lo hiciera con el C-6. Continuó como comandante del C-1 el único que no había sido destituido, el Capitán de Corbeta Lara, aunque bajo las órdenes del que era su subordinado, el nuevo jefe de Flotilla, Teniente de Navío Ramírez, siendo desembarcados en Málaga y trasladados los oficiales arrestados al buque prisión Monte Toro por considerarlos afectos a la sublevación. 
En agosto de 1936 fue nombrado comandante el oficial soviético Burmistrov, que sustituyó al Capitán de Corbeta Lara, quien fue nombrado comandante del C-5. Ya con el nuevo comandante parte hacia el Norte. Una vez cruzado el Estrecho, fondea en la ciudad africana de Tánger junto con el C-2. El día 26 fondea el C-5, y los tres reciben la orden de partir hacia el Norte. En la maniobra de levar anclas, el C-5 aborda al Isaac Peral, produciéndole una brecha en el casco, que le obliga a regresar a Cartagena a efectuar reparaciones. 
El 18 de agosto salió de la base de Cartagena con destino a Málaga. El 21 por la noche zarpa de escolta del destructor Alcalá Galiano que pretendía hundir dos buques mercantes en el acceso al puerto de Huelva para bloquearlo, no pudiendo realizarse la operación al ser sorprendidos por las fuerzas sublevadas. 
Estando atracado en el puerto de Málaga, sufrió un ataque aéreo el 22 de agosto, que le dañó el codaste y los timones de buceo de popa, por lo que tuvo que ser trasladado a remolque a Cartagena para su reparación, donde entró a finales de agosto, permaneciendo en reparación siete meses. 
El 29 de marzo de 1937, el oficial ruso I.V. Graiev, conocido como Camilo Montes, sustituyó como comandante a Burmistrov. El día 30 zarpó con el C-4 y la orden de atacar a los barcos que cruzasen el Mediterráneo con tropas italianas, que venían en apoyo de las fuerzas rebeldes. Pero el temor a los aviones que protegían a los buques de superficie les hacía apartarse demasiado de las derrotas de navegación, por lo que sin ningún éxito vuelve a Cartagena a primeros de abril. 
El 7 de abril el jefe del Estado Mayor Central apremió al jefe de la Flota para que mandase al Cantábrico todos los submarinos disponibles, como consecuencia de la crítica situación del frente Norte y el hecho de haber perdido ya dos unidades en aquellas aguas, el C-5 y el B-6. Se recibió un mensaje que ordenaba la salida del C-1 y del C-4, que partieron el día 13. A la altura del estrecho de Gibraltar ambos regresaron a Cartagena, por tener el C-1 una pérdida de gasóleo en los diésel. El C-4 decidió también regresar junto al C-1 para auxiliarle en caso preciso. 
En junio de 1937, el teniente de navío Martínez Montero tomó el mando del submarino. El 17 de julio se averió en Valencia, necesitando acudir a Cartagena para reparar la avería. Una vez reparada, efectuó varias patrullas por el Mediterráneo. 
El 20 de marzo de 1938 pasó a tener su base en Barcelona, donde en abril fue de nuevo nombrado comandante el ruso Graiev y de 2º comandante el teniente de navío Gallo Martínez. Del 14 al 16 de septiembre salió a la mar para hacer un crucero de adiestramiento por la zona del Cabo de Gata. Y en una de las inmersiones frente a Almería, se le inundó la cámara de mando, por lo que tuvo que entrar de arribada en este puerto y desde allí dirigirse a Cartagena para efectuar reparaciones. 
El Isaac Peral volvió a salir a la mar el 3 de octubre con la misión de vigilar las aguas de Cartagena a Barcelona, entrando en este puerto el día 8 a las 08.00 horas. En la noche del 8 al 9, estando el buque atracado en puerto, en un ataque aéreo de la aviación sublevada le alcanza una bomba a la altura del lastre n.º 4 de estribor, que abre una brecha en el casco resistente, hundiéndose el buque rápidamente.

### Captura por los sublevados
El 15 de octubre fue reflotado y remolcado a los Astilleros Vulcano para ser reparado, entrando en dique seco. Permaneció en esta situación hasta el 26 de enero de 1939, que pasó a poder de los sublevados al ser ocupada la ciudad de Barcelona. El Isaac Peral se salvó de la destrucción debido a la desorganización de las tropas republicanas. Aunque tenían puestas a bordo cargas explosivas para destruirlo, nadie apretó el botón.

## Baja en la Armada
Después de una gran carena que se le efectuó en 1941, nunca volvió a navegar como submarino, siendo recalificado como buque de superficie. Quedó agregado a la Escuela de Submarinos para práctica y enseñanza de los alumnos. La orden ministerial de 30 de agosto de 1948 marcó su pase a 1.ª situación, siendo desarmado y habilitado como buque blanco. Otra Orden Ministerial de 30 de enero de 1950 le dio de baja definitiva. Fue hundido como blanco naval durante un ejercicio junto a la Isla de Tambo en 1951.

## Mandos del buque
| Empleo             | Nombre                       | Desde                    | hasta                    |
| ------------------ | ---------------------------- | ------------------------ | ------------------------ |
| Capitán de Corbeta | Francisco Regalado Rodríguez | 18 de julio de 1928      | 9 de agosto de 1930      |
| Capitán de Corbeta | Virgilio Pérez Pérez         | 9 de agosto de 1930      | 15 de septiembre de 1931 |
| Capitán de Corbeta | Pablo Suances Jaudenes       | 15 de septiembre de 1931 | 19 de agosto de 1933     |
| Capitán de Corbeta | Virgilio Pérez Pérez         | 19 de agosto de 1933     | 17 de febrero de 1934    |
| Capitán de Corbeta | Rafael Cervera Cabello       | 18 de febrero de 1934    | 17 de febrero de 1936    |
| Capitán de Corbeta | José Lara Dorda              | 17 de febrero de 1936    | 25 de agosto de 1936     |
| Oficial ruso       | Burmistrov                   | 25 de agosto de 1936     | 29 de marzo de 1937      |
| Oficial ruso       | I. V. Graiez (Carlos Murato) | 29 de marzo de 1937      | 3 de junio de 1937       |
| Teniente de Navío  | José Martínez Moreno         | 3 de junio de 1937       | 24 de abril de 1938      |
| Oficial ruso       | I. V. Graiez (Carlos Murato) | 24 de abril de 1938      | 9 de octubre de 1938     |